# Серебренитский, Николай Сергеевич
Николай Сергеевич Серебренитский (1843—1881) — русский архитектор, гражданский инженер. Оренбургский губернский архитектор (1876—1881).

## Биография
В 1856 году поступил в Петербургское строительное училище, которое окончил в 1866 году званием архитекторского помощника и правом на чин X класса. По окончании обучения был причислен к ТСК МВД и командирован в строительное отделение московского губернского правления, в 1868 году назначен там же сверхштатным техником. В 1874 году вышел в отставку, в апреле 1875 года поступил вновь на службу сверхштатным техником в московское губернское правление, заведовал Пятницкой, Якиманской и Серпуховской частями. В декабре того же года назначен младшим архитектором строительного отделения оренбургского губернского правления.
В 1876 году за проект железного арочного моста через Обводный канал в Петербурге возведён в звание инженер-архитектора.
В 1879 году получил чин коллежского асессора.
В 1881 году — в должности Оренбургского губернского архитектора. Скончался от воспаления лёгких 19 (31) марта 1881 года, похоронен на Оренбургского городском кладбище.

## Награды
Имел награды: орден Святого Станислава 3-й степени (1880).

## Проекты и постройки

### Москва
- Надстройка и реконструкция зданий на Сухаревской площади (1871)[4];
- Городская усадьба Протасовых-Малич. Садовая-Самотечная улица, 6, строение 1 (1873; перестроена).

### Оренбург
- Городская усадьба (1880-е; совр. ул. Комсомольская, д. 44), предположительно[11].

### Санкт-Петербург
- Варшавский мост через Обводный канал (1869—1870; перестроен).